# Vouvry
Vouvry – miejscowość i gmina (commune) w południowej Szwajcarii, w kantonie Valais, w okręgu (district) Monthey. Leży nad Rodanem.

## Geografia
Na terenie gminy leży jezioro Lac de Tanay.

## Demografia
W Vouvry mieszka 4 379 osób. W 2021 roku 29% populacji gminy stanowiły osoby urodzone poza Szwajcarią. 

## Współpraca
Miejscowość partnerska:
- Bodnegg, Niemcy

## Transport
Przez teren gminy przebiega droga główna nr 21. 